# União das Freguesias de Rio Torto e Lagarinhos
Die União das Freguesias de Rio Torto e Lagarinhos, kurz Rio Torto e Lagarinhos, ist eine portugiesische Gemeinde (Freguesia) im Kreis (Concelho) von Gouveia.
Die Gemeinde entstand im Zuge der Gebietsreform vom 29. September 2013 durch die Zusammenlegung der ehemaligen Gemeinden Rio Torto und Lagarinhos. Rio Torto wurde Sitz der neuen Verwaltung.
| Freguesia | Freguesia              | Freguesia | Freguesia       | ehemalige Freguesias | ehemalige Freguesias | ehemalige Freguesias | ehemalige Freguesias |
| --------- | ---------------------- | --------- | --------------- | -------------------- | -------------------- | -------------------- | -------------------- |
| Wappen    | Freguesia              | Einwohner | Fläche in (km²) | Wappen               | Freguesia            | Einwohner (2011)     | Fläche in (km²)      |
|           | Rio Torto e Lagarinhos | 745       | 19,35           |                      | Rio Torto            | 463                  | 8,55                 |
|           | Rio Torto e Lagarinhos | 745       | 19,35           | Lagarinhos           | 443                  | 10,80                |                      |